# Vanessa Veracruz
Pour les articles homonymes, voir Vanessa et Veracruz (homonymie).
Vanessa Veracruz, née le 6 décembre 1987 dans la Vallée de San Fernando en Californie, est une actrice américaine de films pornographiques.

## Biographie
Vanessa Veracruz se déclare bisexuelle, mais tourne exclusivement des scènes lesbiennes.

## Récompenses
- 2016 XBIZ Award - Meilleure actrice lesbienne

## Filmographie sélective
Le nom du film est suivi du nom de ses partenaires lors des scènes pornographiques.
- 2011 : Barely Legal 123 avec Spencer Scott
- 2012 : Dani Daniels' Fantasy Girls avec Brett Rossi
- 2013 : Me and My Girlfriend 4 avec Karlie Montana
- 2014 : Lesbian Seductions: Older/Younger 49 avec RayVeness
- 2014 : Me and My Girlfriend 7 avec Catie Parker
- 2014 : Me and My Girlfriend 8 avec Ryan Ryans (scène 3) ; avec Angela Sommers (scène 4)
- 2014 : Me and My Girlfriend 9 avec Angela Sommers
- 2014 : Molly's Life 23 avec Molly Cavalli
- 2014 : Road Queen 31 avec Shyla Jennings
- 2015 : Cheer Squad Sleepovers 13 avec Mercedes Carrera
- 2015 : Lesbian Seductions: Older/Younger 52 avec Willow Hayes
- 2017 : Women Seeking Women 120 avec Prinzzess
- 2016 : Girls Kissing Girls 19 avec Elexis Monroe
- 2016 : Lesbian Seductions: Older/Younger 57 avec Violet Starr
- 2016 : Women Seeking Women 135 avec Elsa Jean (scène 1) ; avec Mercedes Carrera (scène 3)
- 2017 : Women Seeking Women 139 avec Reagan Foxx
- 2018 : Lesbian Workout Stories avec Alix Lynx, Cassidy Klein et Kendra James